# Cantón de Bernay-Este
El cantón de Bernay-Este era una división administrativa francesa, que estaba situada en el departamento de Eure y la región de Alta Normandía.

## Composición
El cantón estaba formado por ocho comunas, más una fracción de la comuna que le daba su nombre:
- Bernay (fracción)
- Carsix
- Corneville-la-Fouquetière
- Fontaine-l'Abbé
- Menneval
- Saint-Aubin-le-Vertueux
- Saint-Clair-d'Arcey
- Saint-Léger-de-Rôtes
- Serquigny

## Supresión del cantón de Bernay-Este
En aplicación del Decreto n.º 2014-241 de 25 de febrero de 2014, el cantón de Bernay-Este fue suprimido el 22 de marzo de 2015 y sus 9 comunas pasaron a formar parte del nuevo cantón de Bernay.